# Moricandia
Moricandia es un género de plantas perteneciente a la   familia Brassicaceae, con unas ocho especies que se distribuyen principalmente por el norte de África, Oriente Medio y el Sur de Europa. Moricandia moricandioides (=Moricandia ramburei), comúnmente conocida como «berza violeta», es nativa de la cuenca del Mediterráneo y se cultiva como una flor de jardín.  

## Descripción
Las plantas de este género son plantas anuales o perennes, de hojas glabras, simples, carnosas.
Inflorescencias en corimbo. Flores actinomóficas - disimétricas. Los sépalos internos saculiformes en la base; pétalos púrpura, aunque varían del blanco al púrpura según la especie y las condiciones climáticas. Estilo corto, estigma de 2 lóbulos. Los frutos en silicua dehiscente de dos valvas, con uno o dos juegos de semillas por lóculo. Valvas con una distintiva vena mediana. Algunas especies muestran una extrema plasticidad fenotípica para el tamaño, la forma y el color de las flores.

## Taxonomía
El género fue descrito por Augustin Pyrame de Candolle y publicado en Regni Vegetabilis Systema Naturale 2: 626. 1821.  En 2017 se publicó una filogenia del género, describiendo una especie nueva Moricandia rytidocarpoides y adscribiendo otra (Moricandia foleyi) al género Eruca, como Eruca foleyi.
Etimología
Moricandia: nombre genérico nombrado para este género en honor del botánico Moïse Étienne Moricand (Moric.) (1780-1854), cuando Augustin Pyrame de Candolle (DC.) desglosó este género del de Brassica.  

## Especies aceptadas
A continuación se brinda un listado de las especies del género Moricandia aceptadas hasta diciembre de 2021, ordenadas alfabéticamente. Para cada una se indica el nombre binomial seguido del autor, abreviado según las convenciones y usos.
- Moricandia arvensis (L.) DC.
- Moricandia foetida Bourg. ex Coss.
- Moricandia moricandioides (Boiss.) Heywood
- Moricandia nitens (Viv.) Durieu & Barr
- Moricandia rytidocarpoides Lorite, Perfectti, Gómez, Gonz-Megías & Abdelaziz
- Moricandia sinaica Boiss.
- Moricandia spinosa Pomel.
- Moricandia suffruticosa (Desf.) Coss. & Durieu

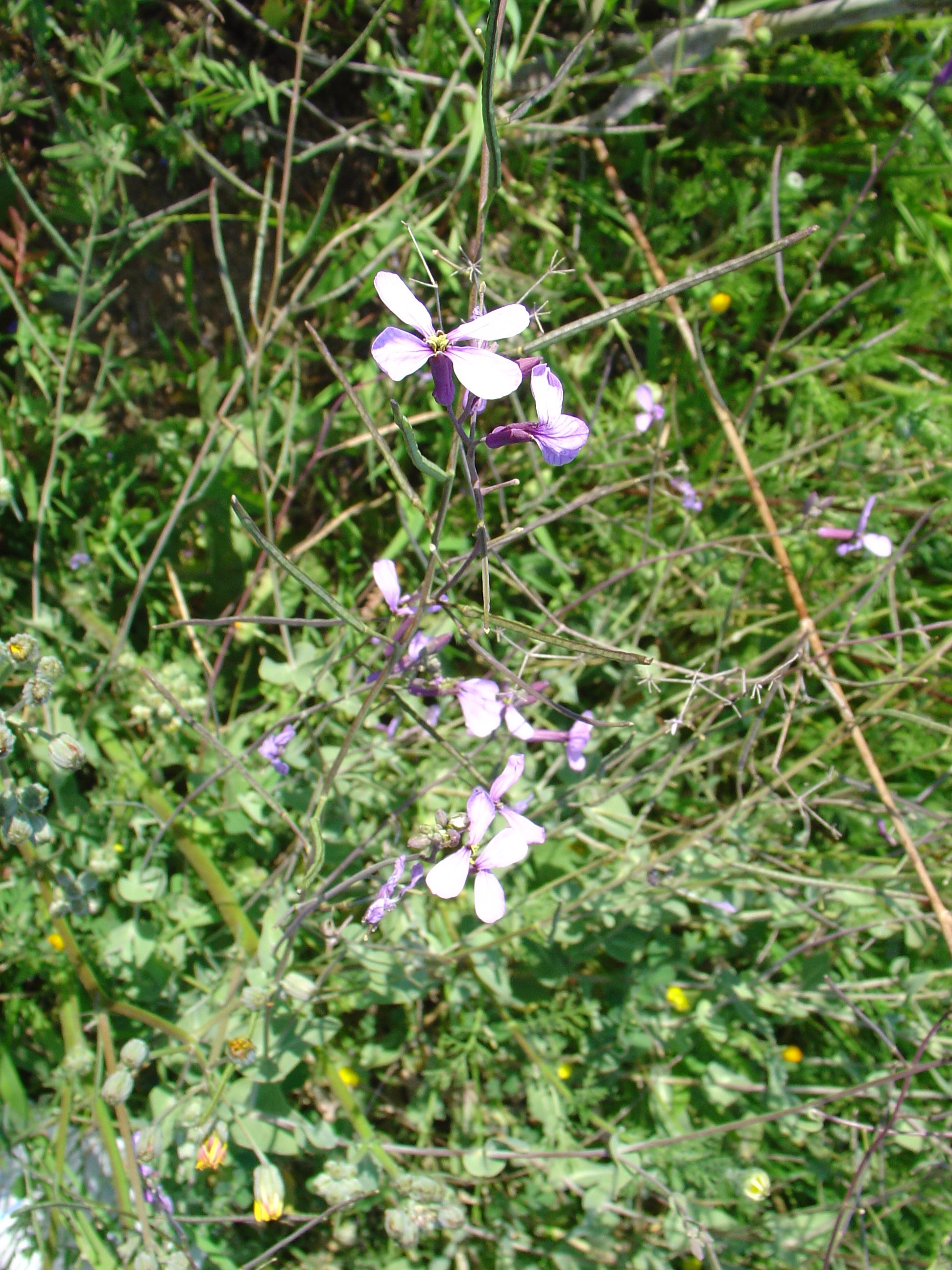
Moricandia arvensis